# Хшонстава-Мала
Хшонстава-Мала (пол. Chrząstawa Mała) — село в Польщі, у гміні Черниця Вроцлавського повіту Нижньосілезького воєводства.
Населення — 964 особи (2011).
У 1975-1998 роках село належало до Вроцлавського воєводства.

## Демографія
Демографічна структура станом на 31 березня 2011 року:
|          | Загалом | Допрацездатний вік | Працездатний вік | Постпрацездатний вік |
| -------- | ------- | ------------------ | ---------------- | -------------------- |
| Чоловіки | 495     | 123                | 346              | 26                   |
| Жінки    | 469     | 103                | 293              | 73                   |
| Разом    | 964     | 226                | 639              | 99                   |